# Božo Cerar
Božo Cerar, slovenski pravnik in diplomat, * 16. oktober 1949, Ljubljana.

## Življenjepis in izobrazba
Rodil se je 16. oktobra 1949 v Ljubljani, očetu Ivanu in materi Joži, rojeni Grebenc. Osnovno šolo je obiskoval v Dolskem in Ljubljana-Polju. Leta 1968 je maturiral na Gimnaziji Bežigrad v rodni Ljubljani, kjer je leta 1973 tudi končal študij prava. Magisterij iz diplomatskih ved je opravil na univerzi Westminster, doktorat iz mednarodnega prava na temo diplomatske zaščite pa je pridobil na Pravni fakulteti Univerze v Ljubljani.

## Zgodnja kariera
Svojo diplomatsko pot je začel v času Jugoslavije in sicer leta 1974 kot pripravnik v Zveznem sekretariatu za zunanje zadeve v Beogradu (ZSZZ). Od 1977 do 1981 je kot vicekonzul služboval na jugoslovanskem generalnem konzulatu v Sydneyju (Avstralija) in od 1985 do 1989 kot I. sekretar za tisk in kulturno sodelovanje na veleposlaništvu SFR Jugoslavije v Grčiji. Med drugim se je zavzemal za večjo rabo in enakopravnost slovenskega jezika v jugoslovanski diplomaciji, še posebej v stikih z izseljenci in slovensko govorečimi jugoslovanskimi državljani. 
V času med prvim in drugim službovanjem v tujini je bil sekretar odbora za mednarodno sodelovanje Zveze sindikatov Slovenije. Ob razpadu SFRJ je opravljal naloge vodje Uprave v ZSZZ za zahodno Evropo. Svoje delovanje v korist slovenskega osamosvajanja v zadnjih mesecih nekdanje federacije in prvih tednih mlade slovenske države je opisal v knjigah  Diplomacija za kulisami (2000) in Opazovalci (2011). Besedilo prve je bilo v nadaljevanjih kot podlistek objavljeno tudi v dnevniku Delo.

## Delo na Ministrstvu za zunanje zadeve Republike Slovenije
Delo na ministrstvu za zunanje zadeve (MZZ) Republike Slovenije je začel naslednje jutro po proglasitvi neodvisnosti. Poleti 1991, po sklenitvi sporazuma na Brionih, ga je Vlada Republike Slovenije imenovala za koordinatorja skupine oficirjev za zvezo, ki so na terenu skrbeli za povezavo med slovenskimi oblastmi in opazovalci Evropske unije, ki so nadzirali premirje med enotami slovenske teritorialne obrambe ter policije in jugoslovanski vojsko in nato umik slednje iz Slovenije. V drugi polovici leta je vodil sektor za evropske države in Severno Ameriko, enega od takrat dveh sektorjev na zunanjem ministrstvu. 
Spomladi 1992 je kot začasni odpravnik poslov odprl slovensko veleposlaništvo v Londonu, Veliki Britaniji in tam služboval do 1996. Tega leta je postal državni podsekretar in vodja kabineta ministra za zunanje zadeve, najprej Zorana Thalerja, nato Davorina Kračuna in potem ponovno Zorana Thalerja. Od leta 1997 do 2001 je opravljal dolžnosti veleposlanika Republike Slovenije v Kanadi. Po vrnitvi domov je na ministrstvu za zunanje zadeve najprej vodil sektor za multilateralne zadeve in nato sektor za NATO. Kot vnet zagovornik povezovanja čez Atlantik in NATO je bil zelo aktiven pred referendumom o slovenski vključitvi v zavezništvo.
Leta 2004 je postal veleposlanik republike Slovenije na Poljskem. V vladi Janeza Janše je bil v letih 2005-2006 namestnik ministra za zunanje zadeve. Naloge stalnega predstavnika Republike Slovenije pri NATO je opravljal od leta 2007 do 2011. Po vrnitvi je bil državni sekretar na MZZ, v drugi vladi Janeza Janše in nato še državni sekretar na istem ministrstvu v času vlade Alenke Bratušek. Svojo diplomatsko pot je zaključil kot veleposlanik Republike Slovenije v Združenih državah Amerike in Mehiki od leta 2013 do 2017.

## Objavljena dela
Poleg že omenjenih dveh knjig je s področja mednarodnega prava in mednarodnih odnosov izdal še knjige z naslovi Diplomatska zaščita (2001), Faux pas (2013), Washingtonski zapiski (2018), RSVP (Kulinarična diplomacija) (2022), vrsto strokovnih člankov, kot tudi terminološke priročnike Diplomatski pojmovnik (2019) in Slovenski diplomatski pojmovnik (2020). Druga dopolnjena izdaja Slovenskega diplomatskega pojmovnika iz leta 2023 je izšla v elektronski obliki v zbirki Mednarodno pravo (COBISS). Leta 2024 je izšlo njegovo leksikalno delo Veliki slovenski diplomatski pojmovnik. 
Objavil je tudi več leposlovnih knjig, med njimi avtobiografsko delo Zgodbe iz mladosti (2019). Veronika in letalo ropotalo (Veronika and the rattle plan, (2001), Uganke za Veroniko (Zagadki dla Weroniki, 2005), Gorska ribica gre na morjen (Little mountain-fish goes to sea, 2015), Hrib nad dedkovo hišo (The hill beyond grandpa's house, 2018) in Slinko (2022) so dela namenjena otrokom, zgodba Dnevi preizkušenj (2001) pa mladostnikom. Pod psevdonimom Božidar T. Dolenc je objavil tudi delno avtobiografski roman za odrasle v štirih knjigah (2000, 2012, 2018, 2023) pod naslovom Grenke pomaranče. Gre za eno redkih slovenskih literarnih del s tematiko diplomacije.